# Đơn canh
Trong lĩnh vực nông nghiệp, Đơn canh là phương pháp trồng một loại cây trồng duy nhất trong một cánh đồng cụ thể. Đơn canh được sử dụng rộng rãi trong thâm canh và trong nông nghiệp hữu cơ: cả một cánh đồng lúa mì 1.000 ha và một cánh đồng bắp cải hữu cơ 10 ha đều là loại đơn canh. Việc trồng đơn canh cho phép nông dân tăng cường hiệu quả trong việc gieo trồng, quản lý và thu hoạch, chủ yếu thông qua việc thuận lợi sử dụng máy móc trong các hoạt động này, nhưng đơn canh cũng có thể tăng nguy cơ bùng phát bệnh tật hoặc dịch sâu bọ. Đa dạng có thể được bổ sung cả về thời gian, như việc sử dụng luân canh hoặc tuần hoàn cây trồng, hoặc về không gian, thông qua việc trồng xen kẽ nhiều loại cây trên cùng một cánh đồng (xem bảng dưới đây).
Đơn canh liên tục, hay còn được gọi là độc canh, trong đó nông dân trồng cùng một loại cây trồng liên tục hàng năm, có thể dẫn đến sự phát triển và lây lan nhanh chóng hơn của sâu bệnh và dịch bệnh trên một loại cây trồng dễ bị nhiễm bệnh.
Thuật ngữ "nông nghiệp độc canh" đã được sử dụng để miêu tả việc luân phiên trồng chỉ một số ít loại cây trồng, như được thực hiện ở một số khu vực trên thế giới.
Khái niệm đơn canh cũng có thể mở rộng đến (ví dụ) cuộc thảo luận về sự đa dạng trong cảnh quan đô thị.

## Nông nghiệp
Trong bối cảnh nông nghiệp, thuật ngữ này miêu tả phương pháp trồng một loài cây duy nhất trong một cánh đồng. Ví dụ về đơn canh bao gồm các cánh đồng cỏ, cánh đồng lúa mì hoặc bắp, hoặc vườn táo.
|                       |           |                                                                          | Đa dạng về thời gian                 | Đa dạng về thời gian                                    | Đa dạng về thời gian |
| Thấp                  | Cao hơn   | Cao hơn                                                                  |                                      |                                                         |                      |
| --------------------- | --------- | ------------------------------------------------------------------------ | ------------------------------------ | ------------------------------------------------------- | -------------------- |
| Thấp                  | Tuần hoàn | Động (phi tuần hoàn)                                                     |                                      |                                                         |                      |
| Đa dạng về không gian | Thấp      | Đơn canh, một loài trong một cánh đồng                                   | Đơn canh liên tục, đơn canh duy nhất | Luân canh đơn canh (điều chỉnh đơn canh theo thời gian) | Dãy đơn canh         |
| Đa dạng về không gian | Cao hơn   | Đa canh, hai hoặc nhiều loài trong cùng một cánh đồng (xen kẽ cây trồng) | Đa canh liên tục                     | Luân canh đa canh (điều chỉnh đa canh theo thời gian)   | Dãy đa canh          |

### Lợi ích
Trong đơn canh cây trồng, mỗi cây trồng trong cánh đồng đều có cùng yêu cầu về gieo trồng, chăm sóc và thu hoạch, dẫn đến hiệu suất cao hơn và chi phí thấp hơn. Khi một loại cây trồng phù hợp với môi trường được quản lý tốt, đơn canh có thể sản xuất mức thu hoạch cao hơn so với đa canh. Các phương pháp hiện đại như trồng đơn canh và sử dụng phân bón tổng hợp đã giảm thiểu lượng đất cần thiết để sản xuất thực phẩm, gọi là đất dự trữ (land sparing).

### Rủi ro
Đơn canh của cây lâu năm, chẳng hạn như dầu cọ châu Phi, mía đường, trà và pines, có thể dẫn đến vấn đề về đất và môi trường như axit hóa đất, suy thoái đất, và bệnh trên đất, ảnh hưởng tiêu cực đến năng suất và bền vững trong nông nghiệp. Các phương pháp đa dạng hóa luân canh các loại cây trồng đơn canh có thể giảm thiểu rủi ro về bệnh tật và sự bùng phát sâu bọ. Tuy nhiên, càng ngắn hạn luân canh (ít loại cây trồng hơn) thì rủi ro càng cao. Có những ví dụ về luân canh ngắn hạn, chỉ hai năm, đã chọn lọc sâu bọ thích ứng với luân canh đó.
Tóm lại, tác động tiêu cực của đơn canh dựa vào hai yếu tố; mất mát đa dạng sinh học và việc sử dụng thuốc trừ sâu. Các hệ sinh thái và môi trường sống khỏe mạnh là nơi cư trú của hàng trăm loài thực vật, côn trùng và động vật. Khi các diện tích lớn đất được sử dụng cho chỉ một loại cây trồng, cả môi trường cân bằng hoàn toàn bị xáo trộn. Các dịch vụ môi trường quan trọng mà bình thường được cung cấp bởi nhiều loài khác nhau bây giờ không được thực hiện. Mức độ đa dạng sinh học thấp trên đất nông nghiệp cũng có nghĩa là một số côn trùng không còn có kẻ thù tự nhiên, dẫn đến sự gia tăng không kiểm soát của số lượng chúng. Để kiểm soát sâu bệnh trên cây trồng, nông dân sử dụng thuốc trừ sâu nặng. Những chất này cũng có thể giảm thiểu mức độ đa dạng sinh học nhưng cũng là mối đe dọa cho các hồ nước do nước thải hóa chất.

## Lâm nghiệp
Trong lâm nghiệp, đơn canh ám chỉ việc trồng một loài cây duy nhất. Việc trồng đơn canh cung cấp năng suất cao hơn và thu hoạch hiệu quả hơn so với cây trồng trong các khu rừng tự nhiên. Các khu rừng chỉ chứa một loài cây thường là cách tự nhiên cây mọc, nhưng các khu rừng này có đa dạng về kích thước cây, với cây chết lẫn lộn với cây trưởng thành và cây trẻ. Trong lâm nghiệp, các khu rừng đơn canh được trồng và thu hoạch như một đơn vị cung cấp nguồn tài nguyên hạn chế cho các sinh vật hoang dã phụ thuộc vào cây chết và các vùng trống vì tất cả các cây đều có cùng kích thước; chúng thường được thu hoạch bằng cách chặt cây, điều này thay đổi hoàn toàn môi trường sống. Thu hoạch cơ khí cây có thể làm nén đất, ảnh hưởng bất lợi đến sự phát triển dưới tán cây. Việc trồng đơn canh cũng khiến cây trở nên dễ bị tổn thương khi bị nhiễm một mầm bệnh, bị tấn công bởi côn trùng, hoặc bị ảnh hưởng bởi điều kiện môi trường bất lợi.

## Đơn canh trên khu đất cư trú
Đơn canh cỏ trước đây tại Hoa Kỳ đã được ảnh hưởng bởi các khu vườn Anh và cảnh quan tòa lâu đài, nhưng việc thêm vào cảnh quan trang trí của Hoa Kỳ khá mới mẻ. Tính thẩm mỹ đã thúc đẩy sự tiến hóa của các khu vực xanh cư trú, với cỏ nhân tạo trở thành một bổ sung phổ biến cho nhiều ngôi nhà Hoa Kỳ. Cỏ nhân tạo là một loài không bản địa và yêu cầu mức độ bảo dưỡng cao. Tuy nhiên, nguyên nhân chính khiến nó được sử dụng rộng rãi chủ yếu đến từ áp lực xã hội. Tại cấp địa phương, chính quyền và tổ chức đã bắt tay vào việc thực hiện các thực tiễn đơn canh (hãy tưởng tượng các Hội viên chủ nhà). Các vấn đề khác nhau liên quan đến việc duy trì tài sản riêng tư đã xảy ra, chẳng hạn như duy trì thẩm mỹ và giá trị bất động sản. Sự không đồng ý trong việc duy trì cỏ dại, cỏ, v.v., đã dẫn đến các vụ kiện dân sự hoặc thậm chí xâm phạm trực tiếp nhà hàng xóm.
Giống như nông nghiệp, mức độ bảo dưỡng cao cần thiết cho cỏ nhân tạo đã tạo ra nhu cầu ngày càng cao về quản lý hóa chất, tức là thuốc trừ sâu, thuốc diệt cỏ, thuốc diệt côn trùng. Một nghiên cứu năm 1999 cho thấy trong một mẫu các dòng sông đô thị, ít nhất một loại thuốc trừ sâu được tìm thấy trong 99% các dòng sông. Một rủi ro chính liên quan đến thuốc trừ sâu trên cỏ là sự tiếp xúc của hóa chất vào nhà qua không khí, quần áo và đồ nội thất có thể gây hại nhiều hơn đối với trẻ em so với người trưởng thành bình thường.

## Đơn canh di truyền học
Mặc dù thường ám chỉ việc sản xuất cùng một loài cây trồng trong một khu vực (không gian), đơn canh cũng có thể ám chỉ việc trồng một giống cây trồng duy nhất trên một khu vực lớn hơn, sao cho có nhiều cây trồng trong khu vực có cùng bộ gen giống nhau. Khi tất cả các cây trong một khu vực có cùng độ tương tự về di truyền, một bệnh trên các cây trồng mà chúng không có kháng cự có thể tiêu diệt toàn bộ dân số cây trồng. Tính đến  năm  2009 nấm gỉ lá lúa đã gây nhiều lo âu trên toàn cầu, đã ảnh hưởng nghiêm trọng đến vụ mùa lúa ở Uganda và Kenya và đã bắt đầu lan rộng ở châu Á. Với các chủng cây lúa trên thế giới có bộ gen tương tự nhau sau Cuộc cách mạng xanh, tác động của các bệnh này đe dọa sản xuất nông nghiệp trên toàn cầu.

### Những ví dụ lịch sử về đơn canh di truyền học

#### Nạn đói lớn ở Ireland
Ở Ireland, việc sử dụng độc quyền một loại khoai tây, "lumper", đã dẫn đến Nạn đói lớn năm 1845-1849. Khoai tây lumpers cung cấp thực phẩm giá rẻ để nuôi dưỡng dân chúng Ireland. Khoai tây được truyền mang vô tính với ít hoặc không có biến thể di truyền. Khi Phytophthora infestans xuất hiện ở Ireland từ Châu Mỹ vào năm 1845, lumper không có kháng cự với bệnh tật, dẫn đến sự thất bại gần như hoàn toàn của mùa màng khoai tây trên toàn bộ Ireland.

#### Chuối
Cho đến những năm 1950, giống chuối "Gros Michel" đại diện cho hầu hết các loại chuối tiêu thụ ở Hoa Kỳ vì hương vị, hạt nhỏ và hiệu suất sản xuất của chúng. Hạt nhỏ của chuối này, dù hấp dẫn hơn so với loại hạt lớn ở các giống chuối khác ở châu Á, không phù hợp để trồng. Điều này có nghĩa là tất cả các cây chuối mới phải được trồng từ cục cành cắt từ cây khác. Kết quả của việc trồng suckers theo cách vô tính, tất cả các cây chuối được trồng đều có cùng bộ gen giống nhau, không có đặc điểm chống lại bệnh Fusarium wilt, một bệnh nấm nhanh chóng lây lan trong vùng Caribe nơi chúng được trồng. Đầu những năm 1960, người trồng phải chuyển sang trồng giống chuối Cavendish, một giống được trồng theo cách tương tự. Giống chuối này đang chịu sự căng thẳng bệnh tật tương tự vì tất cả các chuối đều là bản sao của nhau và có thể nhanh chóng bị bại hoại như Gros Michel.

#### Trâu bò

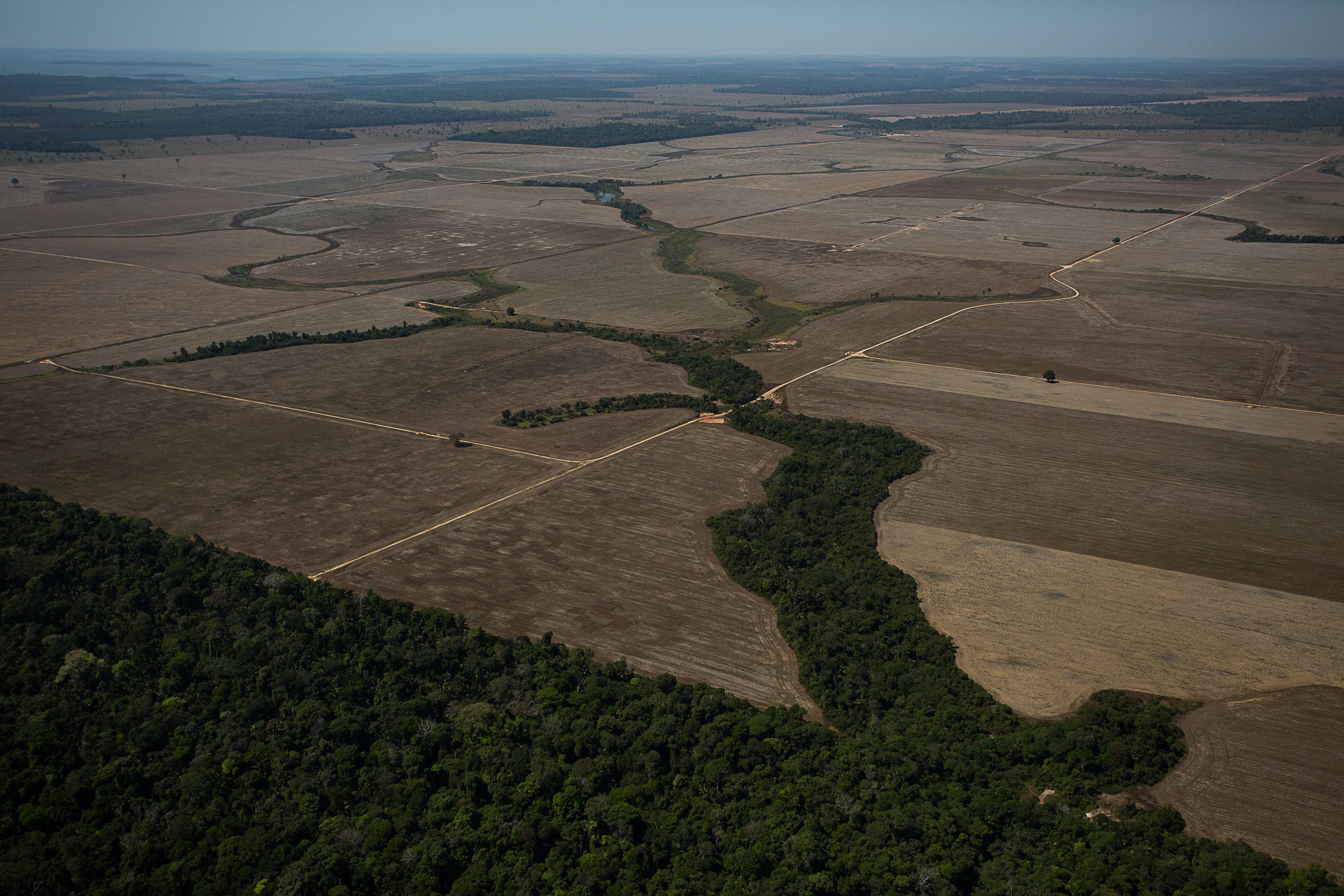
Quan sát từ trên cao về khu vực đã phá rừng chuẩn bị cho đơn canh hoặc nuôi trâu bò, gần Porto Velho, Rondônia, Brazil, năm 2020

Thuật ngữ này cũng được sử dụng khi một giống động vật nông nghiệp duy nhất được nuôi dưỡng trong các hoạt động nuôi trồng động vật tập trung lớn (CAFOs).
Nhiều hệ thống sản xuất động vật nông nghiệp ngày nay dựa vào một số lượng nhỏ các giống được đặc biệt hóa cao. Tập trung mạnh vào một đặc điểm cụ thể (đầu ra) có thể đồng nghĩa với việc thiếu mất những đặc điểm khác mong muốn – như sự sinh sản, khả năng kháng bệnh, sức khỏe, và bản năng làm mẹ. Vào đầu những năm 1990, đã quan sát thấy một số lượng ít của những chú trâu Holstein lớn lên không tốt và chết trong 6 tháng đầu đời. Tất cả đều được xác định là homozygous cho một đột biến trong gen gây chứng suy giảm gắn kết tiểu cầu bò. Đột biến này được tìm thấy với tần suất cao trong các quần thể Holstein trên toàn thế giới (15% ở bò đực tại Mỹ, 10% ở Đức và 16% ở Nhật.) Các nhà nghiên cứu nghiên cứu về huyết thống của động vật bị ảnh hưởng và động vật mang gen chủ, đã theo dõi nguồn gốc của đột biến đến một con bò duy nhất đã được sử dụng rộng rãi trong sản xuất động vật nông nghiệp. Năm 1990, có khoảng 4 triệu con bò Holstein ở Mỹ, làm cho tổng dân số bị ảnh hưởng xấp xỉ 600.000 con.

### Lợi ích của đa dạng di truyền
Mặc dù hệ thống nông nghiệp có ít hoặc không có sự đa dạng di truyền có thể gặp những nhược điểm, nhưng việc tăng cường đa dạng di truyền bằng cách giới thiệu các loài có di truyền biến đổi có thể đưa hệ thống trở nên bền vững hơn. Ví dụ, bằng cách có các cây trồng với những đặc điểm di truyền đa dạng về kháng bệnh và kháng côn trùng, có khả năng thấp hơn trong việc lây lan bệnh hoặc côn trùng gây hại trong khu vực. Điều này xảy ra vì nếu một loại cây trở nên nhiễm bệnh bởi một loại bệnh hoặc côn trùng cụ thể, có khả năng những cây khác xung quanh nó sẽ có gene bảo vệ chúng khỏi loại bệnh hoặc côn trùng đó. Điều này có thể giúp tăng năng suất mùa màng đồng thời giảm sử dụng thuốc trừ sâu và rủi ro tiếp xúc.

## Đơn chức năng
Đơn chức năng là một khái niệm tương tự; tuy nhiên, hoàn toàn có thể một khu vực đất đơn chức năng có chức năng của nó được thực hiện bởi nhiều loài và do đó không gặp tất cả những bất lợi như đơn canh. Khi công nghiệp hóa đầu tiên đến nông nghiệp và trồng rừng, đơn chức năng đã được đề xuất là lý tưởng do sự ưu việt ban đầu về hiệu suất kinh tế. Tuy nhiên, trong những năm sau đó, ý kiến đã thay đổi. Trong những năm gần đây, đã rõ ràng rằng đơn chức năng gặp một số nhược điểm giống như đơn canh, đặc biệt là sự thiếu hụt tác dụng tăng cường và không thể đáp ứng đầy đủ các nhu cầu của con người.